# قائمة خربشات جوجل في 2016
خربشة جوجل هي نسخة فنية من شعار جوجل. وتوضع في موقع جوجل للاحتفال بحدث أو شخصية ما.

## يناير
- 21 يناير: جوجل استبدلت شعارها بخربشة للممثل السينمائي المصري نجيب الريحاني بمناسبة الذكرى الـ126 لميلاده وذلك في نطاقات جوجل في الدول العربية.[1]

## فبراير
- 29 فبراير: احتفل موقع «جوجل» الإلكتروني بتغير الشعار الخاص تحت مسمى سنة كبيسة بالمتصفح الأول عالمياً وذلك اليوم الاثنين الموافق 20 فبراير 2016.[2]

## مارس
- 8 مارس: احتفل محرك البحث «جوجل» باليوم العالمي للمرأة.[3]

## أبريل
- 28 أبريل: احتفل محرك «جوجل» بالذكرى 162 لميلاد المهندسة والمخترعة والعالمه الرياضية «هيرثا ماركس أيرتون».[4]

## مايو
- 27 مايو: احتَفل مُحرك البَحث جوجل بالذِكرى ال85 لِميلاد الممثلة المصرية فاتن حمامة.[5]

## يونيو
- 14 يونيو: احتفل محرك البحث جوجل، بالذكرى 148 لمولد عالم الأحياء والطبيب النمساوي كارل لاندشتاينر.[6]

## يوليو
- 27 يوليو: احتفل محرك جوجل بعيد ميلاد الشاعر والكاتب اللبناني الراحل أنسي الحاج الذي يوافق 27 يوليو.[7]

## أغسطس
- 5 أغسطس: إحتقل محرك قوقل بالدورة الحادية والثلاثين للألعاب الأولمبية الصيفية لعام 2016 «ريو 2016».[8]

## سبتمبر
- 23 سبتمبر: قام جوجل بوضع صورة تعبيرية لمدائن صالح الأثرية في العلا، فيما تزين الشعار باللون الأخضر، ابتهاجًا بذكرى توحيد المملكة منذ 86 عامًا على يد الملك عبد العزيز.[9]

## أكتوبر
- 24 أكتوبر: إحتقل محرك قوقل بالذكرى الـ 384 لميلاد العالم أنطوني فان ليفينهوك مخترع المجهر الضوئي.[10]

## نوفمبر
- 1 نوفمبر: احتفى محرك جوجل بذكرى ميلاد الفنان اللبناني الراحل وديع الصافي.[11]
- 18 نوفمبر: احتفى محرك جوجل بالذكرى الـ 123 لميلاد كريمة عبود أول مصورة فوتوغرافية فلسطينية.[12]

## ديسمبر
- 7 ديسمبر: احتقل محرك قوقل بذكرى ميلاد عالم الفلك المسلم عبد الرحمن الصوفي الـ 1113.[13]